# دیو راگت
دیو راگت (به انگلیسی: Dave Raggett) یک متخصص کامپیوتر است که از سال ۱۹۹۲ نقش بزرگی در تکمیل کردن وب جهان‌گستر ایفا کرده است.
او از سال ۱۹۹۵ به عنوان همکار در کنسرسیوم جهانی وب (به انگلیسی: World Wide Web Consortium) است و بر روی کلید پروتکل‌های وب مانند HTTP و htmlو xhtml و MathML و XForms و VoiceXML کار کرده است. راگت همچنین اچ‌تی‌ام‌ال تایدی رانوشته است.
از سال ۲۰۰۸ راگت به وسیله شرکت JustSystems برای کار بر روی وب معنایی و زبان گزارشگری تجاری گسترش پذیر پشتیبانی می‌شود.
او در غرب انگلیس زندگی می‌کند.